# Варфоломіївська ніч у Пекіні

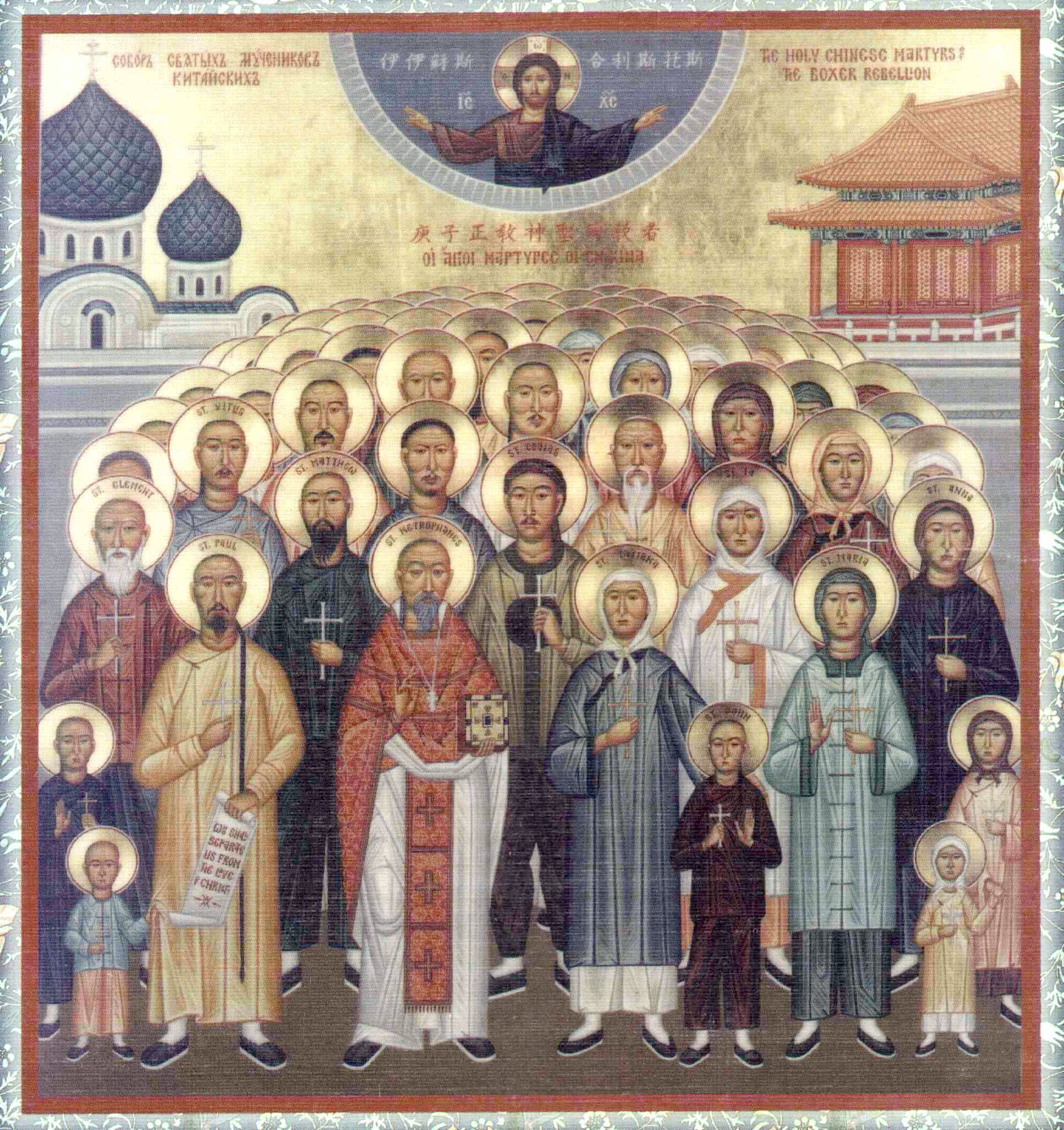
Китайські новомученики Російської Православної Церкви

Варфоломіївська ніч у Пекіні — події в ніч з 23 на 24 червня 1900 під час повстання їх етуанів в Китаї, коли повстанці винищили всіх християн Пекіна (за винятком тих, що перебувають у Посольському кварталі).
Очевидці свідчили: «страшна була їхня [християн] доля. Їм розпарювали животи, відрубували голови, спалювали у житлах» . Причиною «Варфоломіївської ночі в Пекіні» стала ненависть китайців та їх етуанів до європейців, які, крім місіонерства, активно втручалися в економіку Цинської імперії.
Православні християни, які загинули під час різанини, в 1902 канонізовані Російською Православною Церквою і оголошені китайськими новомучениками. Вже в 1903 з них здійснювалася служба.